# Älgtjärnen (Ströms socken, Jämtland)
Älgtjärnen är en sjö i Strömsunds kommun i Jämtland och ingår i Ångermanälvens huvudavrinningsområde.